# Alza

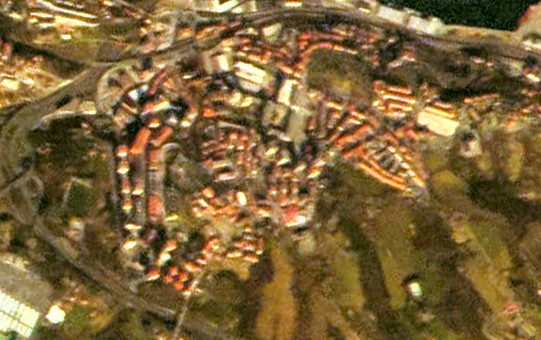
Alza desde el aire

Alza (en euskera y oficialmente Altza) es un barrio situado en la parte este de la ciudad de San Sebastián, lindante con el municipio de Pasajes.
Aunque históricamente ha formado parte del término municipal de San Sebastián, durante algunos cortos periodos de tiempo ha sido un municipio independiente, como entre 1821-1823 y 1879-1940. 
Históricamente, Alza era una entidad eminentemente rural. Su casco urbano se situaba en una colina que dominaba la bahía de Pasajes, contaba con un barrio portuario (La Herrera) y numerosos caseríos distribuidos por su término municipal y limitaba con Pasajes en el barrio de Buenavista y con San Sebastián en el alto de Miracruz y en Martutene.

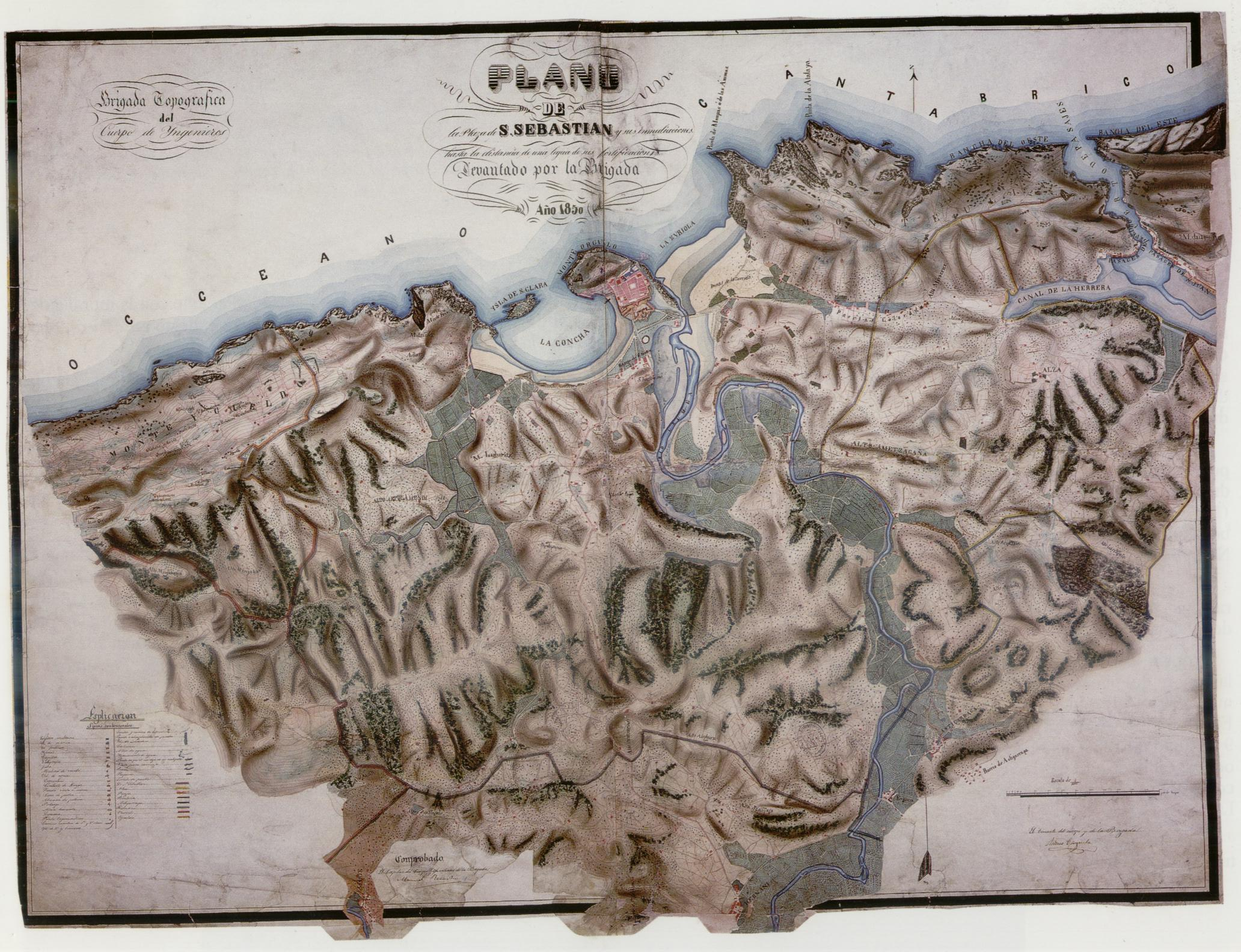
Mapa de San Sebastián de 1850, donde se ve la extensión del término municipal que tuvo Alza.

Tras la anexión, fuertes oleadas de inmigración cambiaron tremendamente su fisonomía y sociología en las décadas de 1960 y 1970, ya que fue la principal zona de expansión de la ciudad de San Sebastián: nacieron nuevos barrios, como Bidebieta o Intxaurrondo, en territorio que le había pertenecido, pero en la actualidad se consideran barrios diferentes; si se contabilizase el antiguo término municipal, Alza poseería en la actualidad una población de más de 52 000 habitantes.
Actualmente recibe el nombre de Alza únicamente la parte del antiguo término municipal homónimo más cercana a su antiguo casco urbano, al considerarse Intxaurrondo, Bidebieta y Martutene como partes distintas. Así, el moderno Alza se compone de los barrios de Altza Gaina, Arria, Auditz-Akular, Buenavista, Eskalantegi, La Herrera, Larratxo, Molinao y Oleta. El barrio posee en la actualidad unos 21 500 habitantes y una densidad de población de 4175 hab. / km² y es uno de los más poblados de la ciudad de San Sebastián. En los planes de expansión de la ciudad estaba prevista la construcción de un nuevo barrio, Auditz Akular, en las cercanías de Alza.
Es uno de los barrios más alejados del centro de San Sebastián y conecta con el mismo mediante numerosas líneas de autobús (que no solo se dirigen al centro sino a diferentes barrios donostiarras) así como, desde 2016, por tráfico ferroviario al inaugurarse la nueva línea Amara - Altza del servicio de metro denominado Topo, que también conecta los barrios de Herrera, Intxaurrondo, Loiola y Amara con Altza.

## Historia
"Altza" en lengua vasca significa «el aliso», y de este árbol tomó probablemente su nombre la villa a la que nos referimos.
La primera vez que Alza (“Alça” en la documentación) aparece en la historia fue en el año 1141,[cita requerida] inserta en un documento emitido por García el Restaurador, rey de Navarra, territorio al que pertenecían en estas fechas tanto Alza como Guipúzcoa. Desde este instante, algunas de las fechas más significativas en la historia medieval alzatarra, son las siguientes: 
- 1178, año en el que el término de Alza figura entre las posesiones que la iglesia de Pamplona tenía en la comarca donostiarra.

- 1390, fecha en la que se funda la iglesia de San Marcial.

- 1397, momento en el que Alza es nombrado en el primer Cuaderno de Ordenanzas de la Hermandad de Guipúzcoa redactado en la Junta General celebrada el 6 de julio de dicho año en Guetaria.[2]

A partir de aquí, Alza irá adquiriendo cada vez mayor presencia en la historia de San Sebastián y de Guipúzcoa, comenzándose a hablar desde ahora de sus incipientes actividades económicas (sidra, comercio, ganado…), religiosas, y de sus hombres y caseríos (Txipres, Berra, Miraballes; Garbera, Casares, Sius…), muchos de los cuales han pervivido hasta nuestros días, no sin tener que hacer frente a un cambio tan radical como evidente.

## Heráldica
Es en el siglo XIV cuando aparecen por primera vez algunos apellidos que por generaciones estarán muy ligados a Alza y que darán lugar a la fundación de casas-solares: Arriaga, Arzac, Arnaobidao, Berra, Casares, Larrerdi, Casanao, Sius, Mercader, Carbuera (o Garbera), Larrachao, Parada, Miravalles, Aduriz, Estibaos, Chipres y Zapirain. Muchos de ellos tienen un origen gascón y nos hablan del origen territorial de los fundadores de los primeros caseríos en Alza (Arzac, Arnaobidao, Berra, Casanao, Carbuera, Txipres, Larrachao, Aduriz o Estibaos), al corresponderse casi todos con topónimos de la Gascuña.
Conviene señalar que algunos de los apellidos citados en la lista anterior han ido desapareciendo a lo largo del tiempo, como por ejemplo Arnaobidao, Casanao, Sius o Estibaos, aunque a lo largo de los siglos quedara el reflejo de su actividad humana en la documentación de los diferentes archivos guipuzcoanos.
A partir del siglo XVI empiezan algunos de ellos a adoptar escudos heráldicos que se unirán de manera indisoluble a la imagen de la casa-solar. Se pretende reivindicar con esta iconografía el haber medrado en la Corte, querer realzar sus posesiones y su importancia en la comunidad, o bien simplemente, el participar de la moda del momento. Sin embargo, esto no debe hacer pensar que el escudo heráldico no lleve aparejado una serie de valores propios de esta sociedad (el honor, la virtud, justicia...) que a través de su simbología intentan transmitir.
| Arnaobidao | Arriaga | Arzak | Berra | Casares | Larratxo | Miravalles | Parada |
| ---------- | ------- | ----- | ----- | ------- | -------- | ---------- | ------ |
|            |         |       |       |         |          |            |        |

## Escudo de Alza
El escudo de Alza viene representado por la imagen de un árbol. Altza en euskera significa aliso.

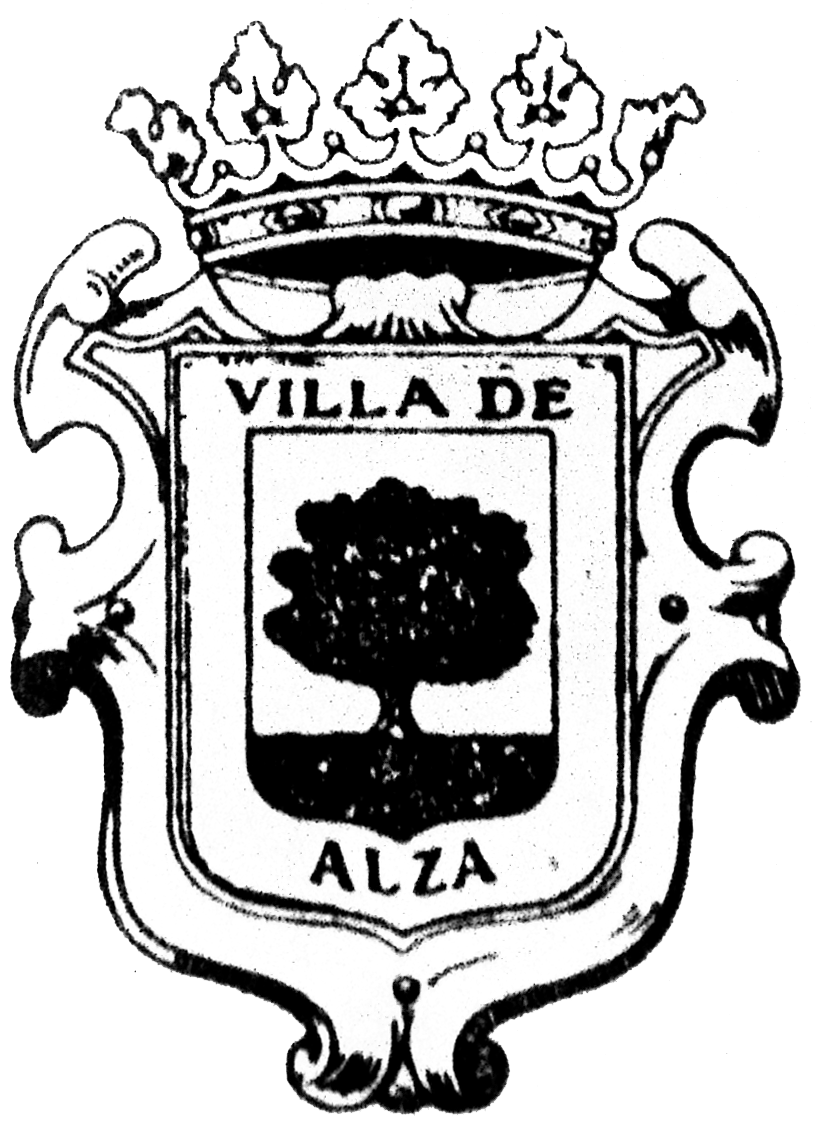
Escudo de Alza.

## Evolución demográfica
| 1900  | 1910  | 1920  | 1930  | 1940  | 1950  | 1960   | 1970   | 1975   | 1981   | 1986   |
| ----- | ----- | ----- | ----- | ----- | ----- | ------ | ------ | ------ | ------ | ------ |
| 2.103 | 2.683 | 4.005 | 5.425 | 7.224 | 8.857 | 16.413 | 32.531 | 38.718 | 42.765 | 44.384 |

La estructura demográfica en Alza administrativa es la siguiente
(Fuente: Padrón municipal de San Sebastián de 1996)
| Edad       | % de la población | Mujeres | Hombres |
| ---------- | ----------------- | ------- | ------- |
| 0-14 años  | 13'2%             | 1.331   | 1.445   |
| 15-29 años | 27'5%             | 2.829   | 2.986   |
| 30-44 años | 23'6%             | 2.739   | 2.447   |
| 45-59 años | 11'5%             | 2.013   | 2.112   |
| 60-74 años | 11'9%             | 1.338   | 1.133   |
| >75 años   | 4'2%              | 571     | 290     |

| Edad       | % de la población | Mujeres | Hombres |
| ---------- | ----------------- | ------- | ------- |
| 0-14 años  | 10%               | 86      | 94      |
| 15-29 años | 23'7%             | 206     | 226     |
| 30-44 años | 21'5%             | 214     | 177     |
| 45-59 años | 17'8%             | 170     | 152     |
| 60-74 años | 19'7%             | 202     | 157     |
| >75 años   | 7'3%              | 82      | 51      |

La población de Altzagaina, Larratxo y Herrera según su lugar de procedencia es la siguiente.
| Procedencia     | Población | %    |
| --------------- | --------- | ---- |
| San Sebastián   | 12.622    | 57'3 |
| Donostialdea    | 886       | 5'4  |
| Guipúzcoa       | 701       | 4'5  |
| Álava           | 113       | 0'4  |
| Navarra         | 649       | 3'4  |
| Vizcaya         | 232       | 1'6  |
| Resto de España | 7.291     | 25'5 |
| Extranjero      | 429       | 1'8  |

## Calles del barrio
- Alcalde José Elosegi, Avenida del / Jose Elosegi Alkatearen Hiribidea
- Altza, Paseo de / Altza Pasealekua
- Arriberri, Grupo / Arriberri Auzunea
- Arrizar, Grupo / Arrizar Auzunea
- Artxipi, Camino de / Artxipi Bidea
- Bateleras, Plaza de las / Batelarien Plaza
- Berra, Camino de / Berra Bidea
- Berra Behea, calle de / Berra Behea Kalea
- Berratxo, Camino de / Berratxo Bidea
- Bertsolari Txirrita, Paseo del / Txirrita Bertsolariaren Pasealekua
- Buenavista, Avenida de / Buenavista Hiribidea
- Casa Nao, calle de / Nao Etxea Kalea
- Casares, Paseo de / Kasares Pasealekua
- Darieta, Camino de / Darieta Bidea
- Ederrena, calle de / Ederrena Kalea
- Elizasu, calle de / Elizasu Kalea
- Ermita, Camino de la / Ermita Bidea
- Eskalantegi, calle de / Eskalantegi Kalea
- Eskalantegi, Parque de / Eskalantegi Parkea
- Estibaus, Parque de / Estibaus Parkea
- Félix Iranzo, Paseo de / Felix Iranzo Pasealekua
- Garbera, Camino de / Garbera Bidea
- Garbera, Travesía de / Garbera Zeharbidea
- Harria, Parque de / Harria Parkea
- Harrobieta, Plaza de / Harrobietako Plaza
- Herrera, Paseo de / Herrerako Pasealekua
- Jolastokieta, calle de / Jolastokieta Kalea
- Larratxo, Paseo de / Larratxo Pasealekua
- Larraundi, calle de / Larraundi Kalea
- Larrerdi, Plaza de / Larrerdi Plaza
- Lauaizeta, calle de / Lauaizeta Kalea
- Lau Haizeta, Parque de / Lauaizeta Parkea
- Leosiñeta, calle de / Leosiñeta Kalea
- Lorete, Camino de / Lorete Bidea
- Marrus, Camino de / Marrus Bidea
- Molinao, Camino de / Molinaoko Bidea
- Oleta, Calzada de / Oleta Galtzara
- Peruene, calle de / Peruene Kalea
- Puerto de Pasaia, Travesía del / Pasaiako Portuko Zeharbidea
- Putzueta, Camino de / Putzueta Bidea
- Román Irigoyen, Plaza de / Roman Irigoien Plaza
- Roteta, calle de / Erroteta Kalea
- Roteta Azpikoa, calle de / Erroteta Azpiko Kalea
- Roteta Beheko, calle de / Erroteta Beheko Kalea
- Roteta Goikoa, calle de / Erroteta Goiko Kalea
- San Antonio, calle de / San Antonio Kalea
- San Ignacio, Calzada de / San Inazio Galtzara
- San Luis Gonzaga, Plaza de / San Luis Gonzaga Plaza
- San Marcial, Plaza de / San Martzial Plaza
- San Marcos, Camino de / San Markosko Bidea
- Santa Bárbara, calle de / Santa Barbara Kalea
- Sasuategi, Camino de / Sasuategi Bidea
- Txapinene, calle de / Txapinene Kalea
- Txingurri, Paseo de / Txingurri Pasealekua
- Txurdiñene, Camino de / Txurdiñene Bidea
- Ubegi, Travesía de / Ubegi Zeharbidea
- Zilargiñene, Camino de / Zilargiñene Bidea